# アンヘル・メナ
アンヘル・イスラエル・メナ・デルガド（Ángel Israel Mena Delgado, 1988年1月21日 - ）は、エクアドル・グアヤス県グアヤキル出身のプロサッカー選手。リーガMX・CFパチューカ所属。エクアドル代表。ポジションはMF。

## 経歴

### クラブ
2004年にCSエメレクのユースチームに入団。2007年にプロ契約を結び、トップチームに昇格。昇格後は出場機会に恵まれなかったものの、2010年シーズンにローン移籍したデポルティーボ・クエンカで30試合5得点を記録。エメレクに復帰後は、チームの中心選手となり、2014年シーズンから3年連続で二桁ゴールを決め、2016年シーズンは自己最多の16ゴールを記録した。
2017年2月、メキシコ・リーガMXのクルス・アスルに移籍。途中加入した2016-17シーズンは16試合5得点1記録。2018年3月10日のCFパチューカ戦では、この試合のチーム3点目となるゴールを決めるなど、5-0の大勝に貢献。2018-19シーズンは出場機会が減少し、2019年1月にクラブ・レオンに移籍。加入後は23試合14得点を記録した。

### 代表
2014 FIFAワールドカップのエクアドル代表の候補に挙がっていたものの落選。2015年3月のメキシコ戦で、代表デビュー。2016年開催のコパ・アメリカ・センテナリオに出場。コパ・アメリカ2019のメンバーにも選出された。

## 代表歴

### 出場大会
- エクアドル代表
  - 2022 FIFAワールドカップ

### 試合数
- 国際Aマッチ 54試合 7得点（2015年-）[4]

| エクアドル代表 | 国際Aマッチ | 国際Aマッチ |
| 年             | 出場        | 得点        |
| -------------- | ----------- | ----------- |
| 2015           | 4           | 0           |
| 2016           | 4           | 1           |
| 2017           | 4           | 0           |
| 2018           | 0           | 0           |
| 2019           | 8           | 3           |
| 2020           | 4           | 2           |
| 2021           | 15          | 1           |
| 2022           | 7           | 0           |
| 2023           | 8           | 0           |
| 2024           |             |             |
| 通算           | 54          | 7           |